# 광주서광중학교
광주서광중학교(光州瑞光中學校)는 대한민국 광주광역시 남구 백운동에 위치한 공립 중학교이다.

## 학교 연혁
- 1969년 8월 16일 : 광주서광여자중학교 설립인가
- 1969년 11월 8일 : 초대 정근모 교장 취임
- 1970년 3월 5일 : 개교
- 1995년 3월 1일 : 광주서광중학교로 교명 변경
- 1998년 10월 15일 : 교육부 지정 열린 교육 (시범학교) 발표
- 2012년 2월 8일 : 제40회 졸업 (210명) 졸업생 총 수 20,589명
- 2021년 9월 1일 : 제22대 이도환 교장 부임
- 2024년 1월 8일 : 기후환경생태 자치학교 운영
- 2025년 1월 10일 : 제53회 졸업식(112명)
- 2025년 3월 4일 : 제56회 입학식(112명) 남(72)명, 여(40)명

## 참고 자료
- 광주서광중학교 - 한국교육학술정보원 학교알리미